# 8. rang HNL-a 2023./24.
Ljestvice i sastavi liga osmog stupnja hrvatskog nogometnog prvenstva u sezoni 2023./24.  

## 3. ŽNL Osječko-baranjska

### NS Đakovo
| mj. | klub                 | ut. | pob. | ner. | por. | gol+ | gol- | bod |
| --- | -------------------- | --- | ---- | ---- | ---- | ---- | ---- | --- |
| 1.  | Naprijed Mrzović     | 16  | 13   | 1    | 2    | 38   | 13   | 40  |
| 2.  | Velebit Potnjani     | 16  | 12   | 3    | 1    | 60   | 15   | 39  |
| 3.  | Zrinski Drenje       | 16  | 12   | 3    | 1    | 42   | 12   | 39  |
| 4.  | Slavonac Preslatinci | 16  | 9    | 2    | 5    | 39   | 35   | 29  |
| 5.  | Rekord Kondrić       | 16  | 5    | 3    | 8    | 34   | 39   | 18  |
| 6.  | Vučevci              | 16  | 5    | 2    | 9    | 31   | 44   | 17  |
| 7.  | Dinamo Tomašanci     | 16  | 4    | 3    | 9    | 25   | 39   | 15  |
| 8.  | Mladost Ivanovci     | 16  | 3    | 1    | 12   | 28   | 42   | 10  |
| 9.  | Mladost Lapovci      | 16  | 0    | 0    | 16   | 11   | 69   | 0   |

 Izvori: 

 NS Đakovo